# Awara
Awara (あわら市, Awara-shi?) è una città giapponese della prefettura di Fukui.